# Mira Fornay
Mira Fornay est une réalisatrice slovaque.

## Filmographie
- 1998 : A ja tancujem... (court-métrage)
- 1999 : Prach (court-métrage)
- 1999 : Hrám, ktoré sa hrávam (court-métrage)
- 2001 : Ex-pozice
- 2002 : Malá nesdělení (court-métrage)
- 2004 : Alzbeta (court-métrage)
- 2009 : Líštičky
- 2013 : My Dog Killer

## Récompenses et distinctions
- Meilleure réalisatrice lors du Festival international du film de Vilnius  de 2013.
- My Dog Killer est proposé à l'Oscar du meilleur film en langue étrangère en 2013.